# Recea, Sălaj
Recea este un sat în comuna Vârșolț din județul Sălaj, Transilvania, România.
Atestare documentară: 1326 Reche

## Atracții turistice
- Biserica ortodoxă
- Biserica reformată din Recea

## Imagini

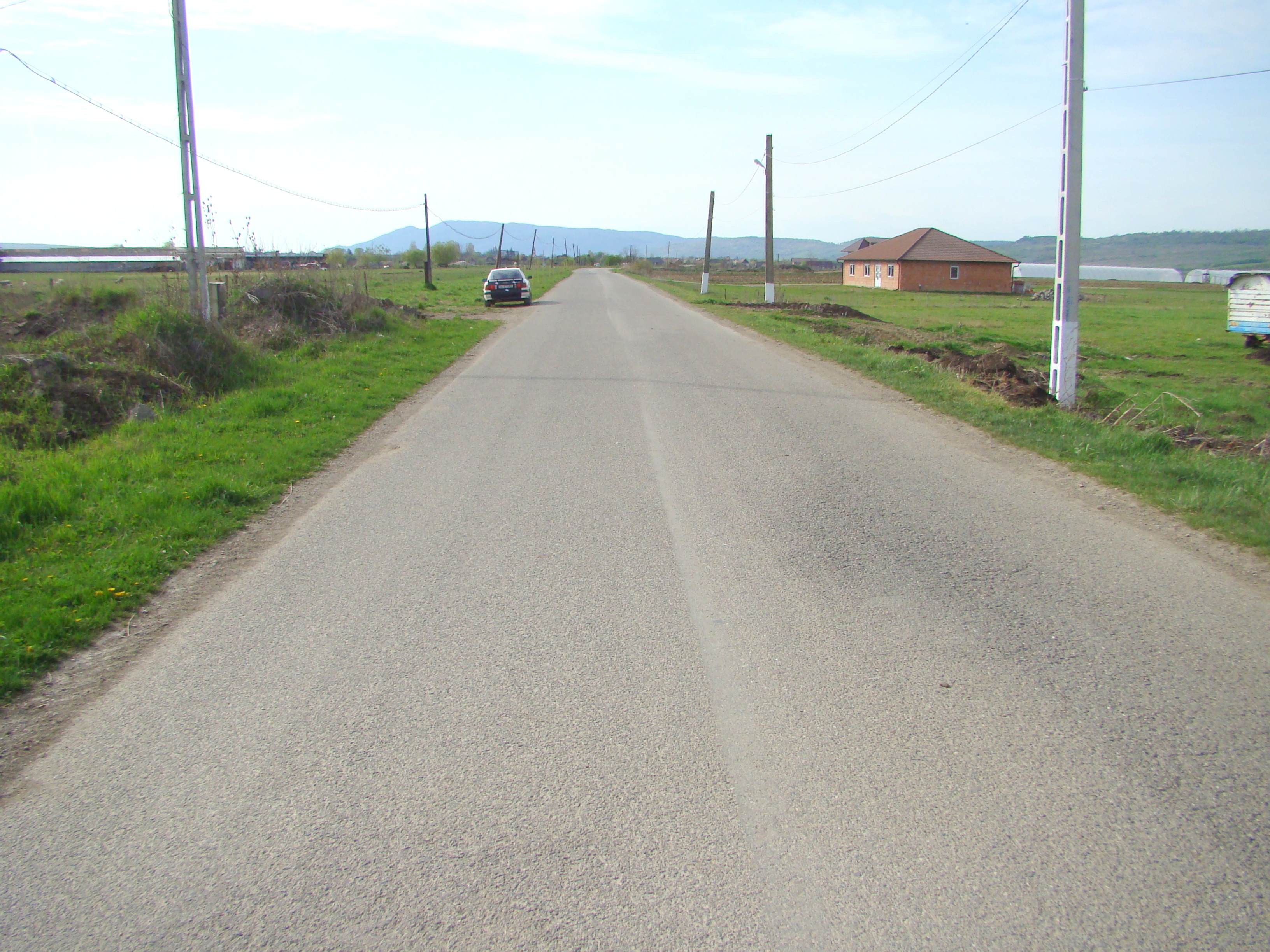
Drumul Vârșolț-Recea
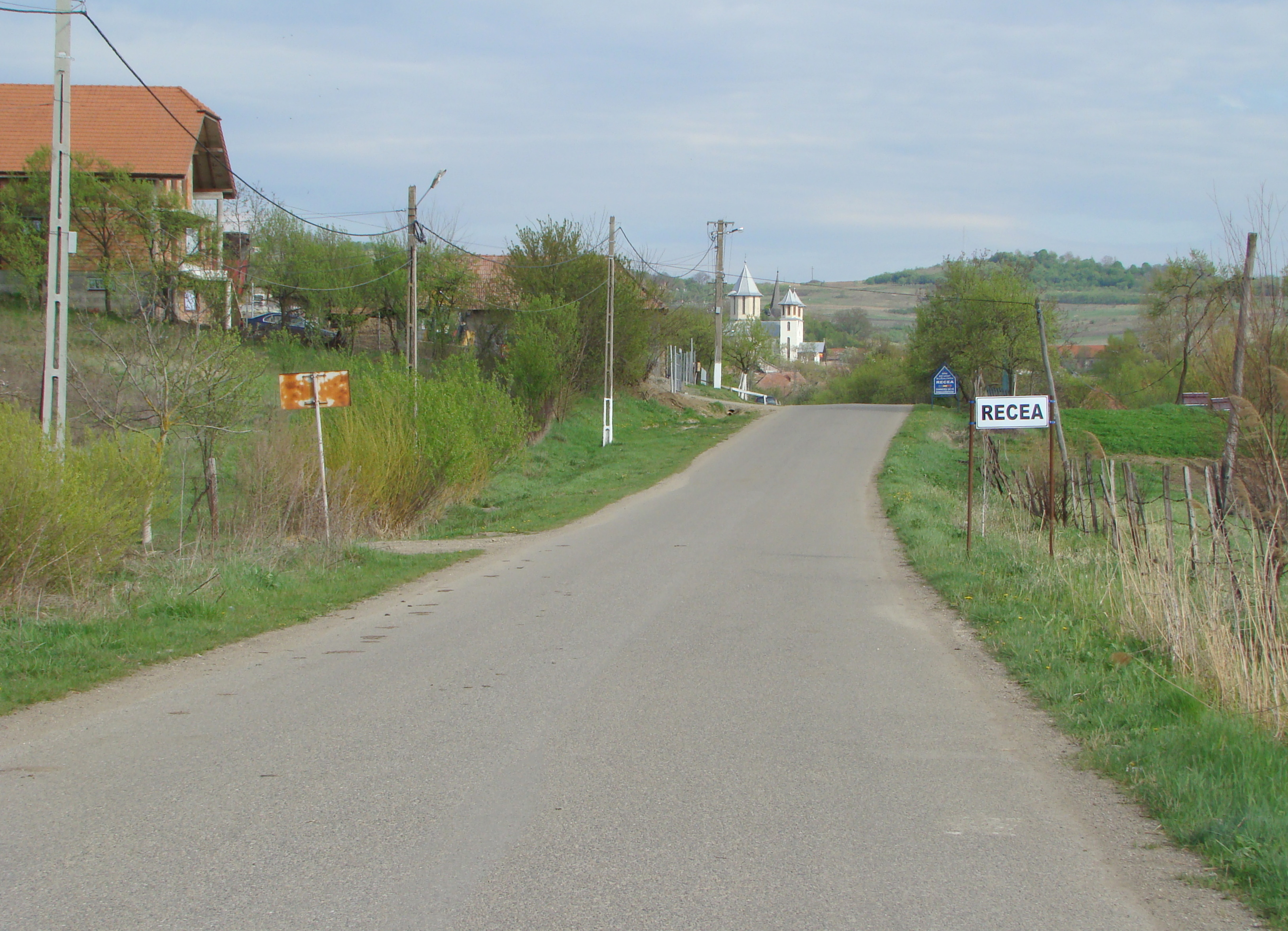
Intrarea în localitate
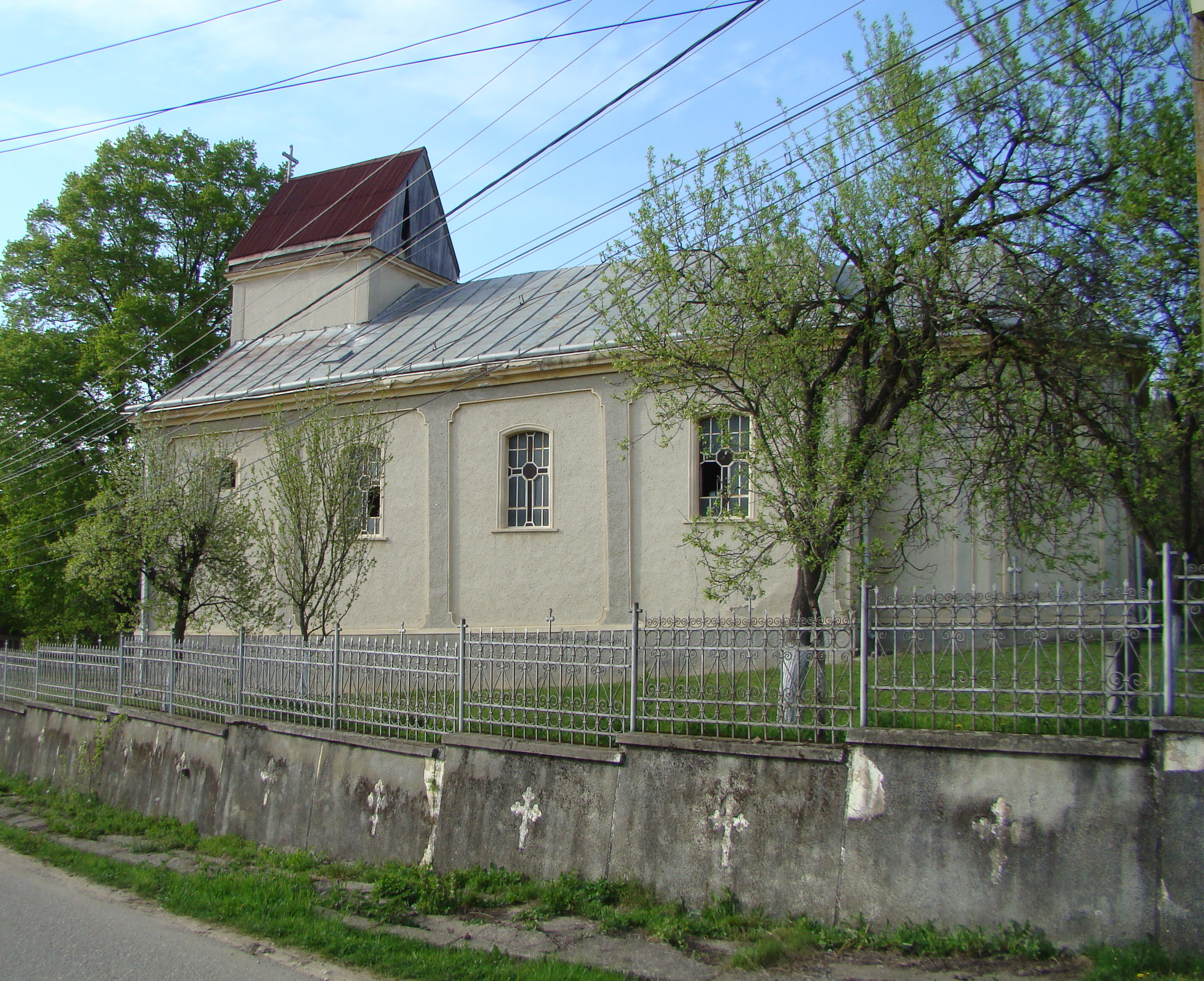
Biserica ortodoxă veche cu hramul „Sfinții Arhangheli”
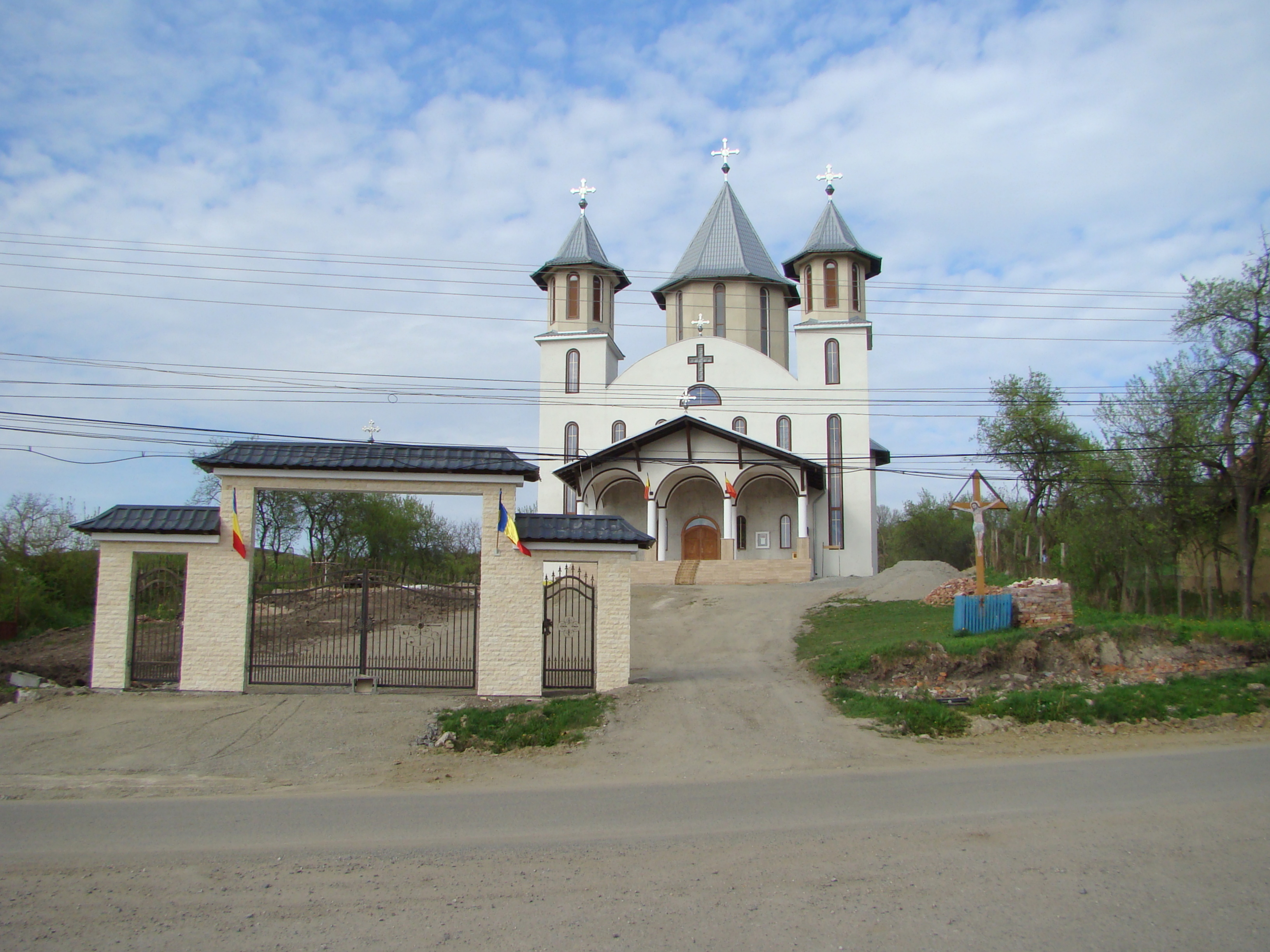
Biserica ortodoxă nouă
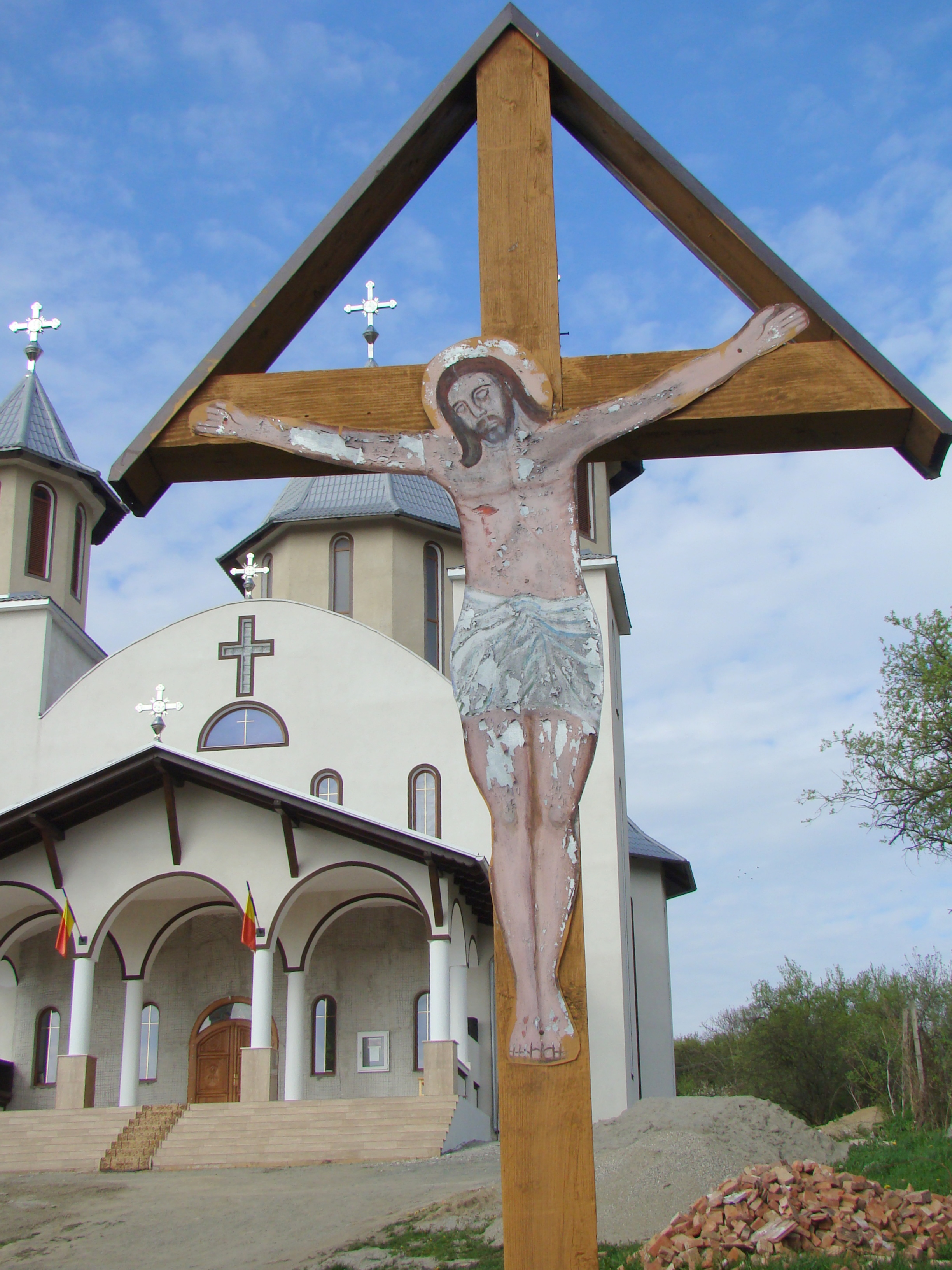
Troița
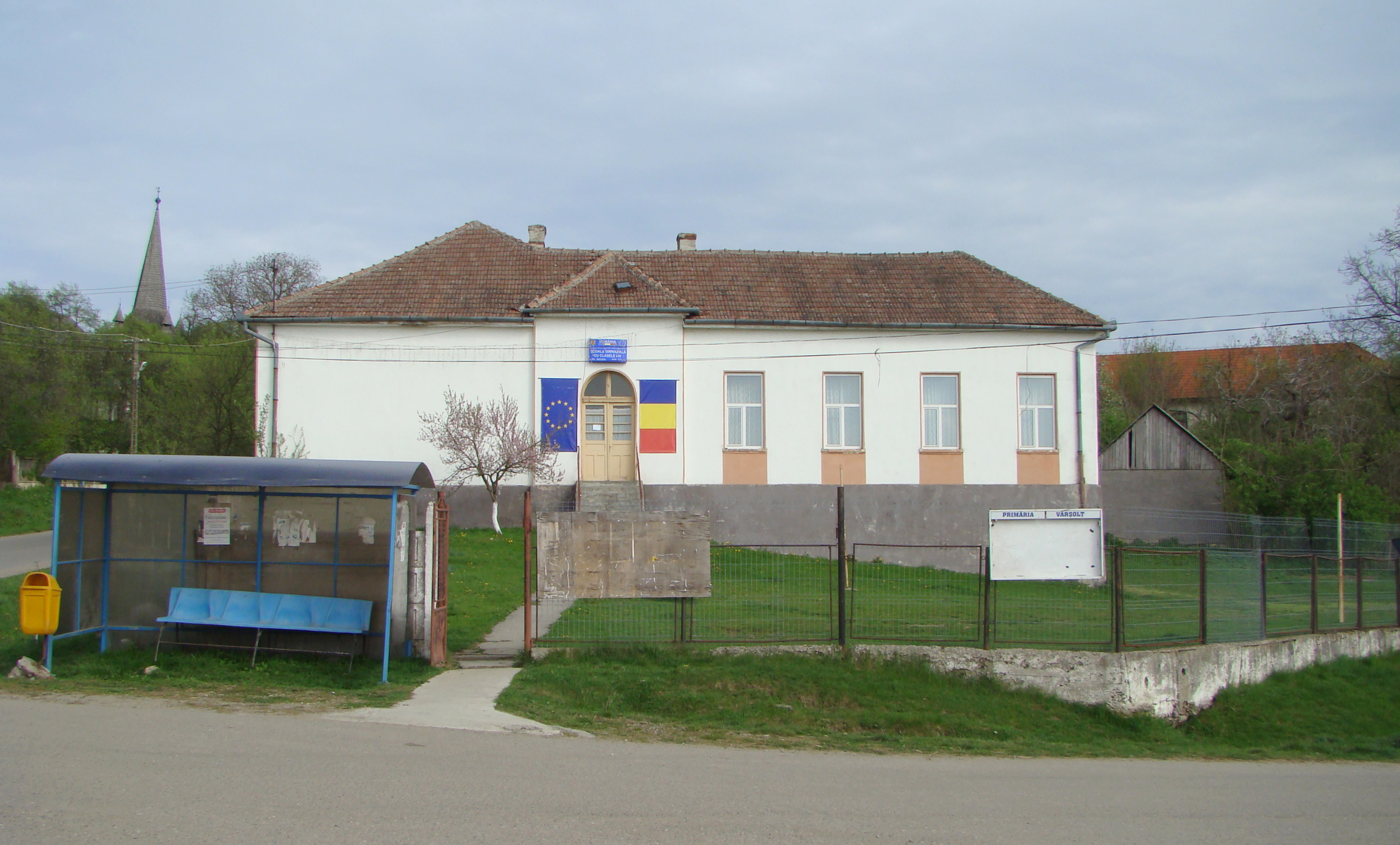
Școala
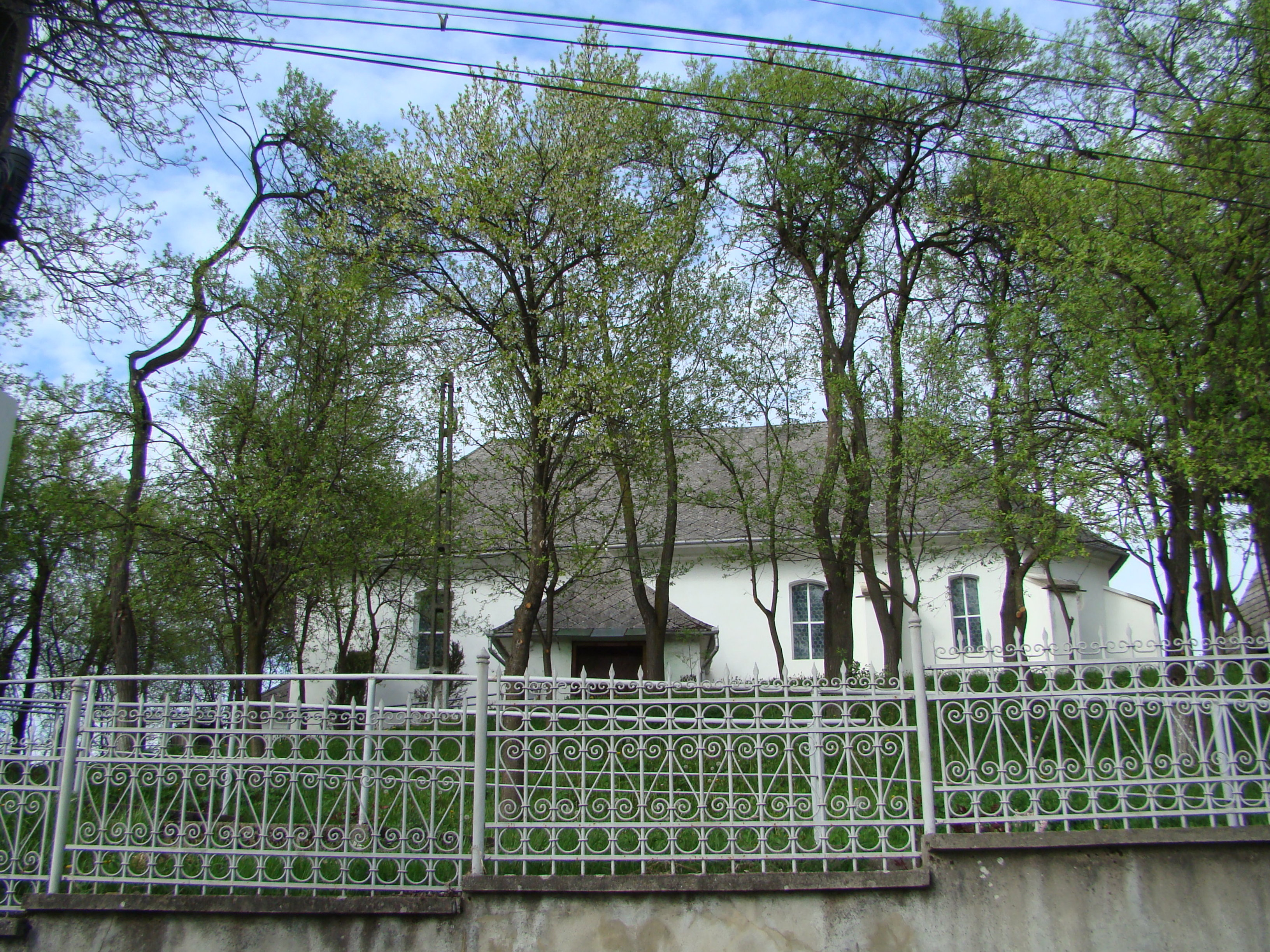
Biserica reformată
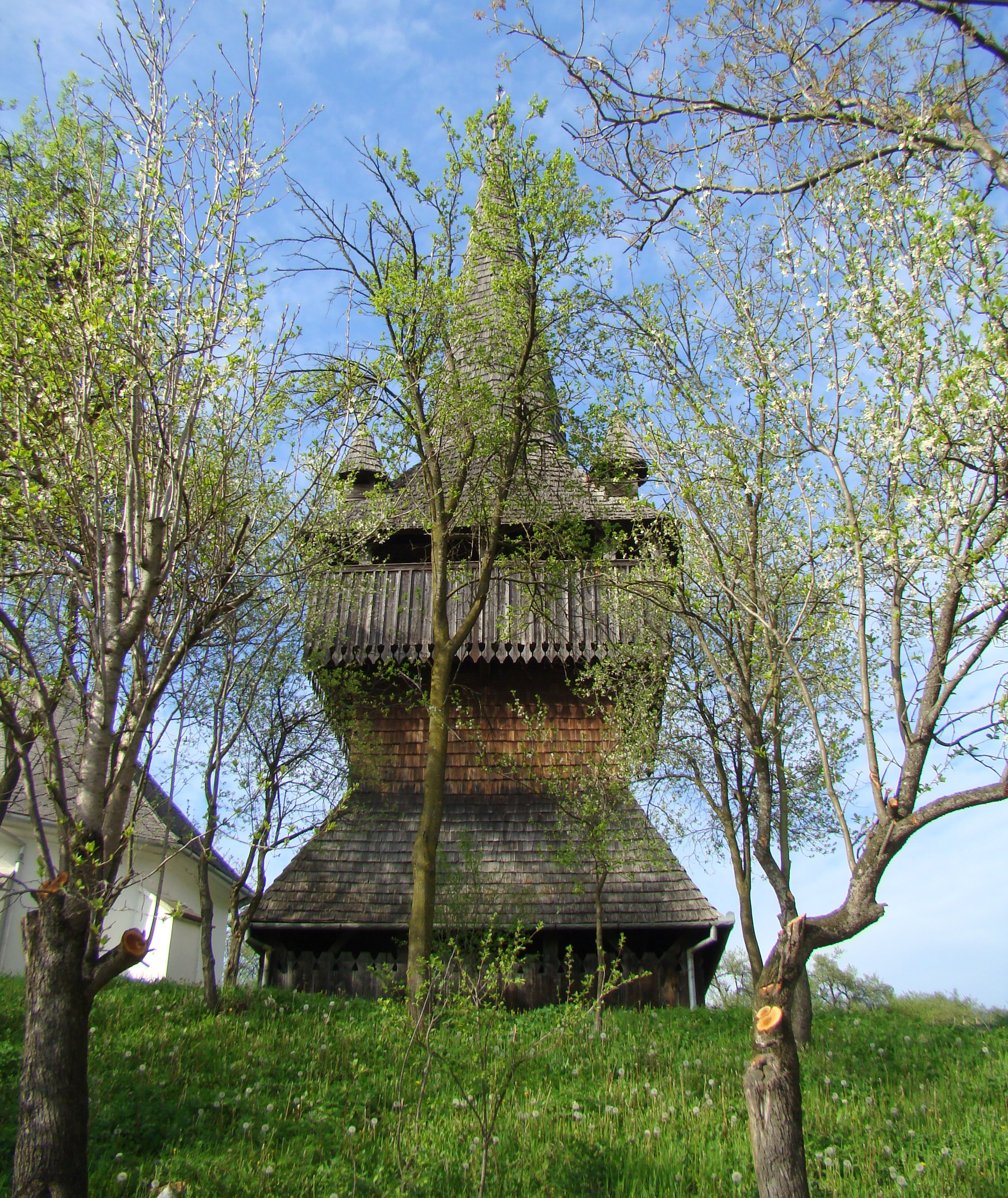
Clopotnița de lemn a bisericii reformate (monument istoric)
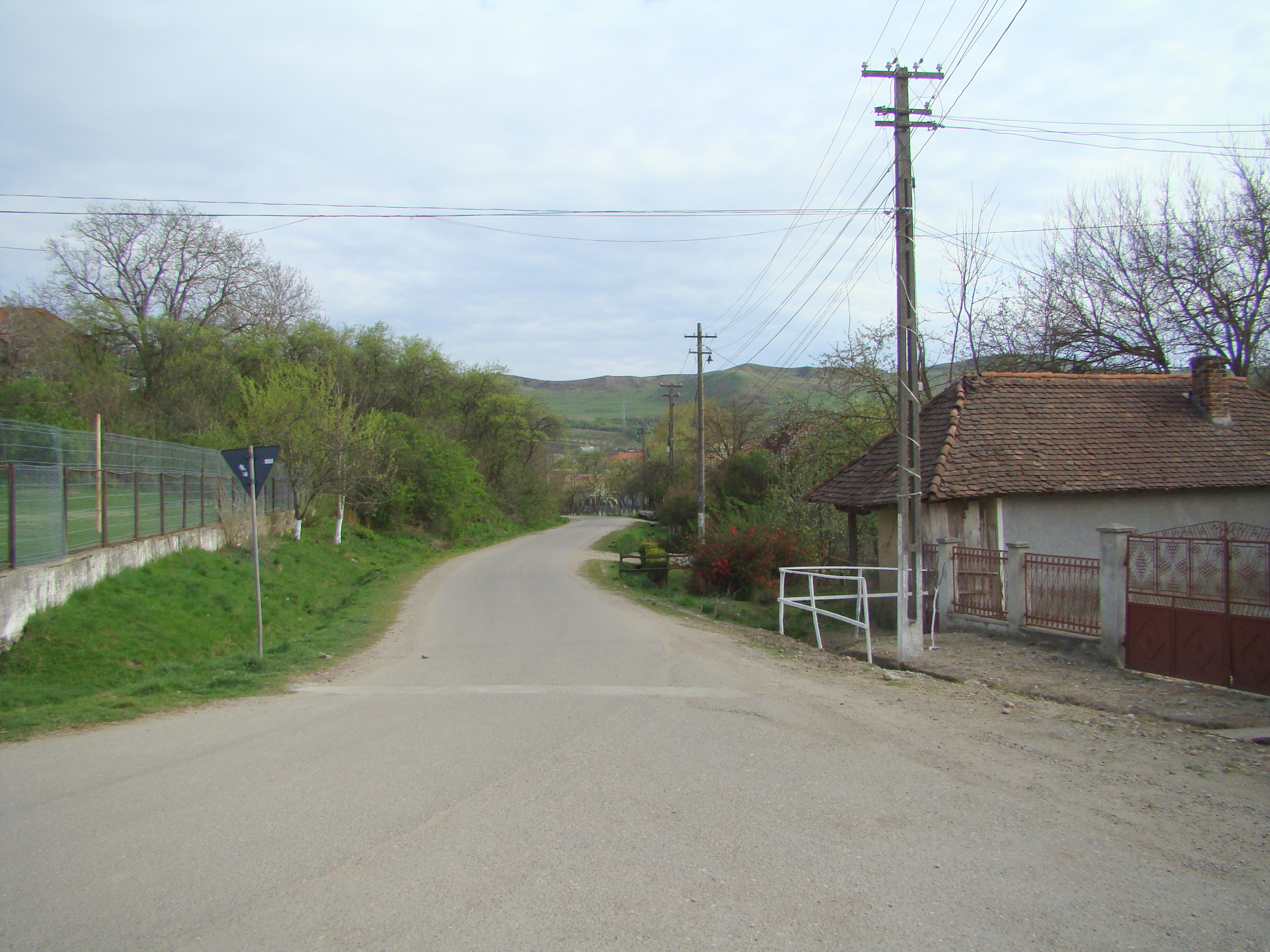

 Acest articol despre o localitate din județul Sălaj este deocamdată un ciot. Puteți ajuta Wikipedia prin completarea lui.